# Cantone di Santa Maria-Sichè
Il Cantone di Santa Maria-Sichè era una divisione amministrativa dell'arrondissement di Ajaccio
A seguito della riforma approvata con decreto del 24 febbraio 2014, che ha avuto attuazione dopo le elezioni dipartimentali del 2015, è stato soppresso.
I 17 comuni facenti parte prima della riforma del 2014 erano:
- Albitreccia
- Azilone-Ampaza
- Campo
- Cardo-Torgia
- Cognocoli-Monticchi
- Coti-Chiavari
- Forciolo
- Frasseto
- Grosseto-Prugna
- Guargualé
- Pietrosella
- Pila-Canale
- Quasquara
- Serra di Ferro
- Santa Maria-Sichè
- Urbalacone
- Zigliara